# Рхлалу, Асма
Асма Рхлалу (араб. أسماء أغلالو‎, род. 1969, Рабат) — марокканская журналистка и политик Национального объединения независимых (RNI). Она была депутатом марокканского парламента и была избрана мэром марокканской столицы Рабата муниципальным советом в сентябре 2021 года. 

## Ранние годы и образование
Рхлалу поступила во французский Университет Перпиньяна, где в 2006 году получила докторскую степень на факультете экономики. 

## Журналистская карьера
Рхлалу пишет для L’Opinion с 1997 года, кроме того, в течение двух лет она была репортёром арабоязычной группы MBC. 

## Политическая карьера
Рхлалу была политически активна с пятнадцати лет. Она была членом партии «Истикляль» в течение десяти лет, а в 2015 году её пригласили вступить в RNI, от которой она была избрана в марокканский парламент на срок с 2016 по 2021 год. Будучи депутатом Марокко, она представляла Марокко на саммите женщин-политических лидеров в Рейкьявике в 2017 году и в Токио в 2019 году. После успеха её партии на всеобщих выборах в сентябре 2021 года она была избрана мэром Рабата муниципальным советом при поддержке широкой коалиции RNI, Истикляль, Партии подлинности и современности (PAM). 
В 2023 году Генеральный секретарь Организации Объединённых Наций Антониу Гутерриш назначил Рхлалу в свою Консультативную группу по местным и региональным органам власти, сопредседателями которой являются Пилар Кансела Родригес и Фатимату Абдель Малик. 